# Pseudallescheria boydii
Pseudallescheria boydii är en svampart som först beskrevs av Cornelius Lott Shear, och fick sitt nu gällande namn av McGinnis, A.A. Padhye & Ajello 1982. Pseudallescheria boydii ingår i släktet Pseudallescheria och familjen Microascaceae.   Inga underarter finns listade i Catalogue of Life.